# 노드 (네트워크)
전기통신망에서 노드(node)는 재분배 지점 또는 통신 종단점이다. 즉, 네트워크의 기본요소인 지역 네트워크에 연결된 컴퓨터와 그 안에 속한 장비들을 통틀어 하나의 노드라고 한다. 예를 들어 로컬 영역 네트워크 A에 컴퓨터 20대와 허브 2개 공유기 2개, 그리고 라우터가 있다고 하면, 이들 네트워크 A에 속한 장비들을 하나의 노드라고 한다. 물리적인 네트워크 노드는 네트워크에 부착된 능동적인 전자기기이며 통신 채널 상에서 정보를 만들고 수신하고 전송할 수 있다.

## 컴퓨터 네트워크
데이터 통신에서 물리 네트워크 노드는 데이터 통신 장치(DCE)이거나 데이터 회선 종단 장치(DTE)일 수 있다.
근거리 통신망(LAN)이냐 광역 통신망(WAN)이냐에 관계 없이 적어도 데이터 링크 계층인 모든 LAN이나 WAN 노드는 네트워크 주소가 있어야 하며 일반적으로 각 네트워크 인터페이스 컨트롤러에 대해 소유한다.
네트워크가 인터넷이냐 인트라넷이냐에 대한 경우 수많은 물리 네트워크 노드는 호스트 컴퓨터이며 이는 IP 주소로 식별되는 인터넷 노드라고 하며 모든 호스트들은 물리 네트워크 노드이다.